# علم الطفولة (دراسة علم الأطفال)
علم الطفولة (البيدولوجيا) هو دراسة سلوك الطفل ونموه، وينبغي عدم الخلط بينه وبين علم التربية، الذي هو فن أو علم التدريس.
يمكن أن تعود أصول هذا الاتجاه في علم النفس وعلم التربية إلى نهاية القرن الثامن عشر بفصل فرع من علم النفس الذي ينبغي أن يكون أساسًا لعلم التربية، أو علم النفس التربوي، أو «علم النفس التربوي التجريبي»، أو «علم التربية التجريبي» أو «التعليم التجريبي».
كان علم الطفولة في البداية يمثل دراسة منفصلة للفيلسوف غرانفيل ستانلي هال، الذي كان له أيضًا دور فعال في تطويرعلم النفس التربوي الحديث. وقد تم اقتراح المصطلح «علم الطفولة» في عام 1893 من قبل الباحث الأمريكي أوسكار كريسمان. وفي نهاية القرن التاسع عشر، أصبح علم الطفولة كدراسة شاملة عن الطفل نشاطًا فعالاً في أوروبا كمحاولة لخلق دراسة للأطفال في شكل العلوم الطبيعية. وفي عام 1909، تم تنظيم جمعية علم الطفولة بواسطة البروفيسور كازيميرز تواردوسكي في لفيف بالإمبراطورية النمساوية المجرية (أوكرانيا الآن). وفي عام 1910، تم تنظيم جمعية مماثلة في كراكوف. وفي عام 1911، تم عقد المؤتمر العالمي الأول لعلم الطفولة في بروكسل، بلجيكا، بحضور 22 دولة.
الحرب العالمية الأولى وضعت نهاية فعالة لتطور هذه الدراسة في أوروبا الغربية.
وحيث إن هذه الدراسة لم تصل لمرحلة نضجها أبدًا، فلا يوجد فهم عام مؤسس لنطاق وأدوات علم الطفولة.
وكانت جامعة باواي بولاية باواي في الماريلاند هي أول جامعة بالولايات المتحدة تمنح درجة البكالوريوس في علم الطفولة.

## علم الطفولة في الاتحاد السوفييتي
في الإمبراطورية الروسية كان هناك مطور بارز في هذا المجال هو ألكسندر نيتشايف (Александр Петрович Нечаев) في سانت بطرسبرغ الذي أنشأ عام 1901 مختبر علم النفس التربوي التجريبي. يعتقد عادة أن علم الطفولة السوفييتي تم تأسيسه بواسطة مجهودات الطبيب فلاديمير بيختيريف؛ على وجه الخصوص، قام عام 1918 بتأسيس معهد علم الطفولة كجزء من المؤسسات النفسية المتحدة في معهد دراسة المخ والأنشطة الذهنية.
واستمر هذا العلم بشكل مكثف في العشرينيات والثلاثينيات في الاتحاد السوفييتي. وتم إصدار مجلة بيدولوجيا ("Педология"). وكان ليف فيغوتسكي أحد مؤيديها البارزين.
وفي حين أن العديد من أعمال اختصاصي علم الطفولة كانت تعتبر ذات قيمة كبيرة، إلا أنه تم انتقاد المنهجية بشدة لفرط حماسها مع نقص أرضية الاختبار لتنبؤ نمو الطفل العقلي، بالإضافة إلى تقدير حالته.
وقد تم الحظر رسميًا في 1936 بعد مرسوم خاص من اللجنة المركزية للحزب الشيوعي السوفييتي «عن الإفساد البيدولوجي في نظام ناركومبروس» في 4 يوليو 1936.

## وصلات خارجية
- P.Ya.Shvartsman, I.V.Kuznetsova, Pedology: A Repressed Science